# 2024年8月

## 8月1日
- 哈德拉·托马斯多蒂尔就任冰島總統。[1]
- 多哥總統富尔·纳辛贝決定維克托瓦爾·托梅加（英语：Victoire Tomegah Dogbé）連任多哥總理。[2]
- 美国等五个西方国家与俄罗斯、白俄罗斯在埃森博阿国际机场进行冷战以来最大规模的换俘行动，双方共交换26人。[3]

## 8月2日
- 毛里塔尼亞總統穆罕默德·乌尔德·加祖瓦尼任命默克塔爾·烏爾德·賈伊（英语：Mokhtar Ould Djay）為毛里塔尼亞總理。[4]

## 8月3日
- 越南國家主席蘇林當選越南共產黨中央委員會總書記和越南共產黨中央軍事委員會書記，接替上月任內逝世的阮富仲，晉升「越南四柱」之首。[5]

## 8月4日
- 马里以乌克兰向马里叛军提供情报为理由决定与其断绝外交关系。[6]

## 8月5日
- 在2024年孟加拉国公职配额改革运动示威者攻入總理府後，孟加拉國總理谢赫·哈西娜辭職並流亡印度。[7]

## 8月6日
- 孟加拉國總統穆罕默德·谢哈布丁·楚普宣布解散國會，並釋放前總理卡莉達·齊亞。[8]
- 葉海亞·辛瓦爾就任哈馬斯政治局領導人。[9]
- 埃魯內德·摩根（英语：Eluned Morgan, Baroness Morgan of Ely）當選威爾斯首席部長，為該職位的首位女性。[10]
- 烏克蘭武裝部隊從蘇梅方向開始向俄罗斯库尔斯克州展開行動，並襲擊駐扎在尼古拉耶沃-達里諾（俄语：Николаево-Дарьино）和奧列什尼亞（俄语：Олешня (Курская область)）等村庄的俄部队和边防警卫。[11]

## 8月7日
- 突尼斯總統凱斯·賽義德解除艾哈邁德·哈沙尼的總理職務，任命卡梅爾·馬杜里（英语：Kamel Madouri）為突尼斯總理。[12]
- 泰國前進黨因違反《泰國憲法》第49條而被憲法法院判決解散，皮塔·林家倫拉等11名高層被判決10年內不得從政。[13]
- 尼日尔因乌克兰对马里-瓦格纳袭击事件发表评论而与其断绝关系。[14]

## 8月8日
- 經濟學家穆罕默德·尤努斯宣誓就任孟加拉國臨時政府首席顧問。[15]
- 日本宫崎县日南市近海發生7.1級地震，當局對宫崎及四國地區發出海嘯預警。[16]

## 8月9日
- 巴西沃伊帕斯航空（英语：Voepass Linhas Aéreas）2338號班機在巴西聖保羅州維涅杜的住宅區墜毀，機上62人全部遇難。[17]
- 在加爾各答一位女醫生在醫院內遭姦殺後，印度全國爆發示威活動，醫師罷工。[18][19]

## 8月10日
- 针对發生在紹斯波特的持刀襲擊事件，英國各地举行反种族歧视及极右翼群体的騷亂。[20]

## 8月11日
- 2024年夏季奧林匹克運動會閉幕式於法蘭西運動場舉行。[21]

## 8月13日
- 利比亞國民代表大會放棄承認西部的黎波里的民族統一政府，改承認統治東利比亞的民族穩定政府為合法政府。[22]

## 8月14日
- 日本總理岸田文雄宣佈不參加9月的自由民主黨總裁選舉。[23]
- 泰国总理赛塔·他威信因涉嫌不法遭到泰國憲法法庭解職。[24]
- 2024年基里巴斯議會選舉（英语：2024 Kiribati parliamentary election）舉行第一輪投票。[25]
- 世卫组织宣布非洲猴痘疫情为全球卫生紧急事件。[26]

## 8月16日
- 貝東丹·欽那瓦當選第31任泰國总理。[27]
- 赤道幾內亞總統特奥多罗·奥比昂·恩圭马·姆巴索戈任命馬努埃爾·歐薩·恩瑞·恩蘇阿（英语：Manuel Osa Nsue Nsua）為赤道幾內亞總理。[28]

## 8月17日
- 印度尼西亚在计划首都努山塔拉举行独立日庆祝活动，原定进行的迁都仪式因工程进度落后未举行。[29]
- 以色列在黎巴嫩南部城市奈拜提耶发动空袭，至少10人死亡[30]。
- 在加爾各答一位女醫生在醫院內遭姦殺後，印度全國爆發示威活動和醫師罷工。[31]
- 由於黎巴嫩銀行因無法向伊拉克支付燃料費，黎巴嫩國家電力公司燃料儲備耗盡，黎巴嫩全國大規模停電[32]。

## 8月18日
- 李在明連任韓國共同民主黨代表。[33]
- 一名女子在英国西苏塞克斯郡的克劳利的一个车站外被一名26岁男子捅死，凶手已被逮捕。[34]

## 8月19日
- 荷屬聖馬丁舉行今年第二次議會選舉（英语：August 2024 Sint Maarten general election）。[35]

## 8月20日
- 乌克兰最高拉达通过《禁止俄羅斯正教會在烏克蘭活動法》，禁止与莫斯科总主教区有联系的东正教教堂运作。[36]
- 巴拿马首次根据与美国的协议，遣返29名有刑事犯罪前科的哥伦比亚人。[37]
- 一名朝鲜军人于凌晨越过江原道高城地区的军事分界线在韩国陆军第22师作战区域向韩国投诚。[38]

## 8月21日
- 澳門現任行政長官賀一誠宣佈不競逐連任。[39]
- 波斯尼亞和黑塞哥維那烏納-薩納州桑斯基莫斯特發生校園槍擊事件（英语：Sanski Most school shooting），造成3人死亡、槍手受傷。[40]

## 8月22日
- 委内瑞拉最高法院裁定马杜罗赢得了7月的总统选举。[41]
- 辛贝特和以色列警察抓捕了4名涉嫌在吉特（英语：Jit, Qalqilya）攻击当地巴勒斯坦人的嫌疑犯，包括3名成年人和一名未成年人。[42]
- 一趟由泰國曼谷素万那普机场飞往达叻府高迈寺（Ko Mai Si）机场的航班，于下午3时失联，随后确认坠毁于北柳府。机上9人全部遇难。[43]
- 因卡車司機聯盟加拿大分會（英语：Teamsters Canada）與加拿大國家鐵路和加拿大太平洋加拿大太平洋堪薩斯城鐵路有限公司（英语：Canadian Pacific Kansas City）的勞資談判破裂，加拿大鐵路工人開始罷工，造成加拿大鐵路停運（英语：2024 Canada railway shutdown）。[44]

## 8月23日
- 小羅伯特·肯尼迪宣佈退出2024年美國總統選舉，並表明支持唐納·川普。[45]
- 俄罗斯南部伏尔加格勒州蘇羅維基諾第十九勞教所发生挾持人質事件，四名人質被殺害，其餘人質獲救。[46][47]
- 菲律宾警方在马尼拉捣毁一处由中国人经营的诈骗中心，逮捕超过100人，其中包括58名中国人，32名菲律宾人和来自马来西亚、缅甸和越南及印尼的外国人67人。[48]
- 中国辽宁省葫芦岛市发生洪灾，导致10人遇难、14人失联。[49]
- 德國北萊茵-西法倫州索林根發生持刀襲擊事件，導致3人死亡、8人受傷。[50]

## 8月24日
- 烏克蘭總統弗拉基米爾·澤連斯基簽署《禁止俄羅斯正教會在烏克蘭活動法》，禁止侵略烏克蘭的國家相關之宗教團體在烏克蘭運作[51]。

## 8月25日
- 以色列襲擊黎巴嫩南部多個目標，隨後真主黨也展開反擊[52]。

## 8月26日
- 保加利亞總統魯門·拉德夫宣佈於10月27日舉行今年第二次國會選舉，其間由迪米塔爾·格拉夫切夫（英语：Dimitar Glavchev）任代理總理。[53]
- 澳門終審法院院長院長岑浩輝獲准請辭，並在兩天後宣佈參加2024年行政長官選舉。[54]

## 8月27日
- 澳大利亞昆士蘭州布里斯本，一名中華人民共和國藉外勞因簽證問題潑熱咖啡襲擊男嬰，造成男嬰大面積燙傷[55]。
- 美國的兩家主要互聯網服務供應商遭到來自中華人民共和國的黑客入侵[56]。

## 8月28日
- 2024年夏季帕拉林匹克運動會在法國巴黎開幕。[57]
- 南韓國會通過被喻為「具荷拉法」的《2020年韓國民法部分修正案》，對被繼承人未盡扶養義務、虐待被繼承人、犯有重大刑事罪行者無法繼承財產。[58]
- 知名角色扮演游戏原神正式对玩家开放新区域纳塔。[59]

## 8月30日
- 社交媒體X（前稱Twitter）擁有人伊隆·馬斯克拒絕執行巴西聯邦最高法院移除極右翼帳戶的裁決後，被其下令封鎖X在巴西的服務，直到X遵循法院命令[60]。
- 烏克蘭總統澤連斯基解除烏克蘭空軍司令尼古拉·奧列修克的職務。[61]

## 8月31日
- 台灣民眾黨主席、前台北市長柯文哲被捕。[62]
- 紐埃舉行2024年紐埃憲法公投（英语：2024 Niuean constitutional referendum），僅有更改紐埃總理英文寫法等2項提案通過，關於增加閣員人數以及延長紐埃議會任期的提案均遭否決。[63]
- 一架米-8直升機在俄羅斯堪察加邊疆區墮毀（英语：2024 Kamchatka Mil Mi-8 crash），機上22人全部遇難。[64]